# Partikelaufladung
Die Partikelaufladung beschreibt physikalische Mechanismen zur elektrischen Aufladung von gasgetragenen Partikeln (Aerosol).

## Auflademechanismen

### Statische Aufladung
Die statische Aufladung beschreibt die natürliche Aufladung von Partikeln bei Separationsprozessen, bei denen Flüssigkeiten oder Feststoffe zerteilt werden. Die Aufladung erfolgt hier ohne Anwesenheit von zusätzlichen Ladungsträgern und ist aufgrund des schwer abschätzbaren Ladungszustandes der Partikel für die Aerosoltechnik von untergeordneter Bedeutung. Die statische Aufladung kann ebenfalls in drei Bereiche gegliedert werden: elektrolytische Aufladung (Flüssigkeiten), Zerstäubungsaufladung (Flüssigkeiten), und Kontaktaufladung (nichtmetallische Feststoffe).

### Diffusionsaufladung
Die Diffusionsaufladung beschreibt die elektrische Aufladung von Partikeln aufgrund der Brownschen Molekularbewegung und den daraus resultierenden Kollisionen zwischen Partikeln und Ladungsträgern (Ionen und Elektronen). Abhängig davon, ob unipolare oder bipolare Ladungsträger vorhanden sind, spricht man auch von unipolarer oder bipolarer Diffusionsaufladung.

### Feldaufladung
Die Feldaufladung beschreibt die elektrische Aufladung von Partikeln in einem elektrischen Feld bei Anwesenheit von unipolaren Ladungsträgern (Ionen oder Elektronen).

## Aufladungsgrenze
Geht man davon aus, dass sich die Ladungen auf der Oberfläche homogen verteilen, so kann ein Partikel nur eine bestimmte Gesamtladung aufnehmen, ohne dass sich durch die resultierenden Coulomb-Kräfte wieder Ladungen ablösen.
Der kleinste Ladungszustand eines Partikels ist Null, d. h., es ist elektrisch neutral. Der maximale Ladungszustand (Aufladungsgrenze) wird bei festen Partikeln durch das elektrische Feld bestimmt, welches durch die Oberflächenladungen erzeugt wird und meist als Vielfaches der Elementarladung angegeben.
{\displaystyle n_{\text{L}}={\frac {d_{\text{P}}^{2}\cdot E_{\text{L}}\cdot \pi \cdot \epsilon _{0}}{e}}}
Hierbei ist EL die Oberflächengrenzfeldstärke, ab der eine spontane Emission der Ladungsträger einsetzt (ähnlich der Koronaentladung). Die Höhe dieser Feldstärke ist davon abhängig, ob das Partikel negativ oder positiv geladen ist und kann abgeschätzt werden mit 9,1×108 V/m für negativ geladene Partikel und mit 2,1×1010 V/m für positiv geladene Partikel. Bei negativer Aufladung setzt die Emission von Elektronen bei vergleichsweise geringerer Feldstärke somit früher ein als die Ionenemission bei positiver Aufladung.
Unterschieden werden muss noch, ob es sich um feste oder flüssige Partikel handelt. Die Oberfläche von Tropfen kann durch Oberflächenladungen gedehnt und verformt werden, abhängig von der Oberflächenspannung der Flüssigkeit. Die maximale Aufladung wird hier durch die Rayleigh-Grenze bestimmt
{\displaystyle n_{\text{L}}={\frac {\sqrt {8\cdot \pi ^{2}\cdot \epsilon _{0}\cdot \gamma \cdot d_{\text{P}}^{3}}}{e}}},
wobei γ die Oberflächenspannung der Flüssigkeit ist. Bei Überschreiten dieser Grenze zerfällt der Tropfen aufgrund der hohen Coulomb-Kräfte in kleinere Fraktionen, bei denen aufgrund der vergrößerten Gesamtoberfläche die Grenze wieder unterschritten wird.
Bei Anwesenheit eines externen elektrischen Feldes überlagern sich die Feldstärken, so dass sich die Bedingungen für die spontane Emission von Ladungsträgern ändert. In diesem Fall ist eine höhere Aufladung der Partikel möglich (Feldaufladung), wobei sich hier aber keine bipolare Boltzmann-Ladungsverteilung einstellt, sondern eine unipolare Ladungsverteilung, die u. a. abhängig von der Polarität der angelegten Spannung ist.